# Henry Monnier

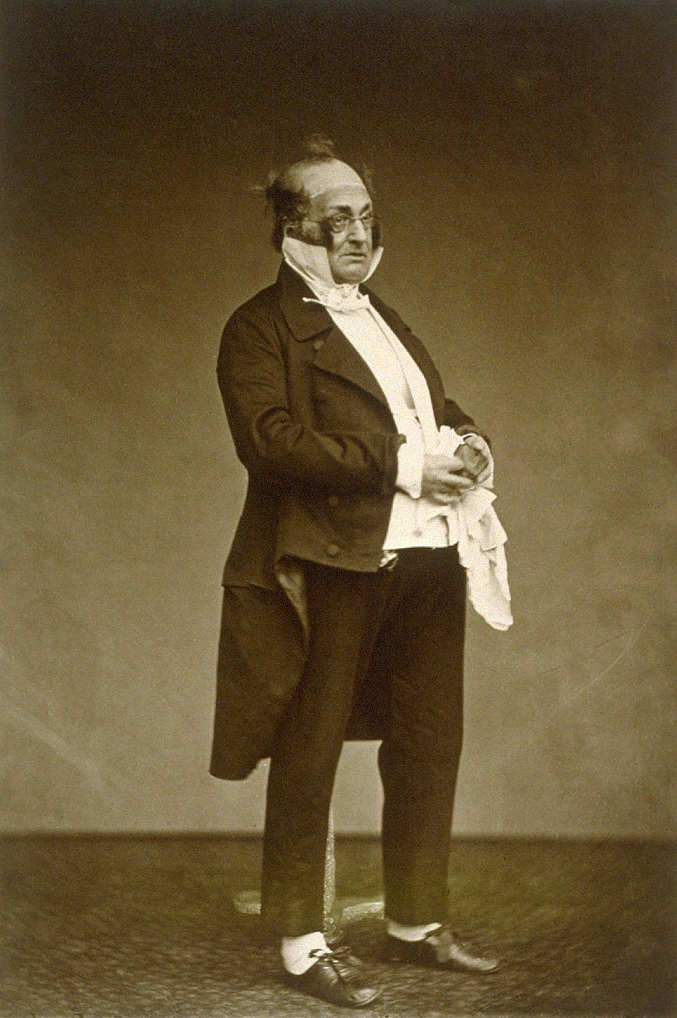
Henry Monnier als Monsieur Prudhomme (um 1875), Fotografie von Étienne Carjat.

Henry Bonaventure Monnier (* 7. Juni 1799 in Paris; † 3. Januar 1877 ebenda) war ein französischer Autor, Theaterschriftsteller, Theaterschauspieler, Zeichner, Illustrator und Karikaturist.

## Leben
Monnier stammte aus kleinbürgerlichem Milieu. Von 1816 bis 1821 war er Angestellter im Justizministerium (sein Freund Balzac verkörperte ihn in seinem Roman Les employés in der Figur Jean-Jacques Bixiou), aber auch Zeichner und Karikaturist. Nach einem Aufenthalt in England wandte er sich 1830 neben der rastlosen Anfertigung von Lithografien dem Theater zu, sowohl als Autor wie als Schauspieler seiner eigenen Figuren.
Die Figur des Joseph Prudhomme

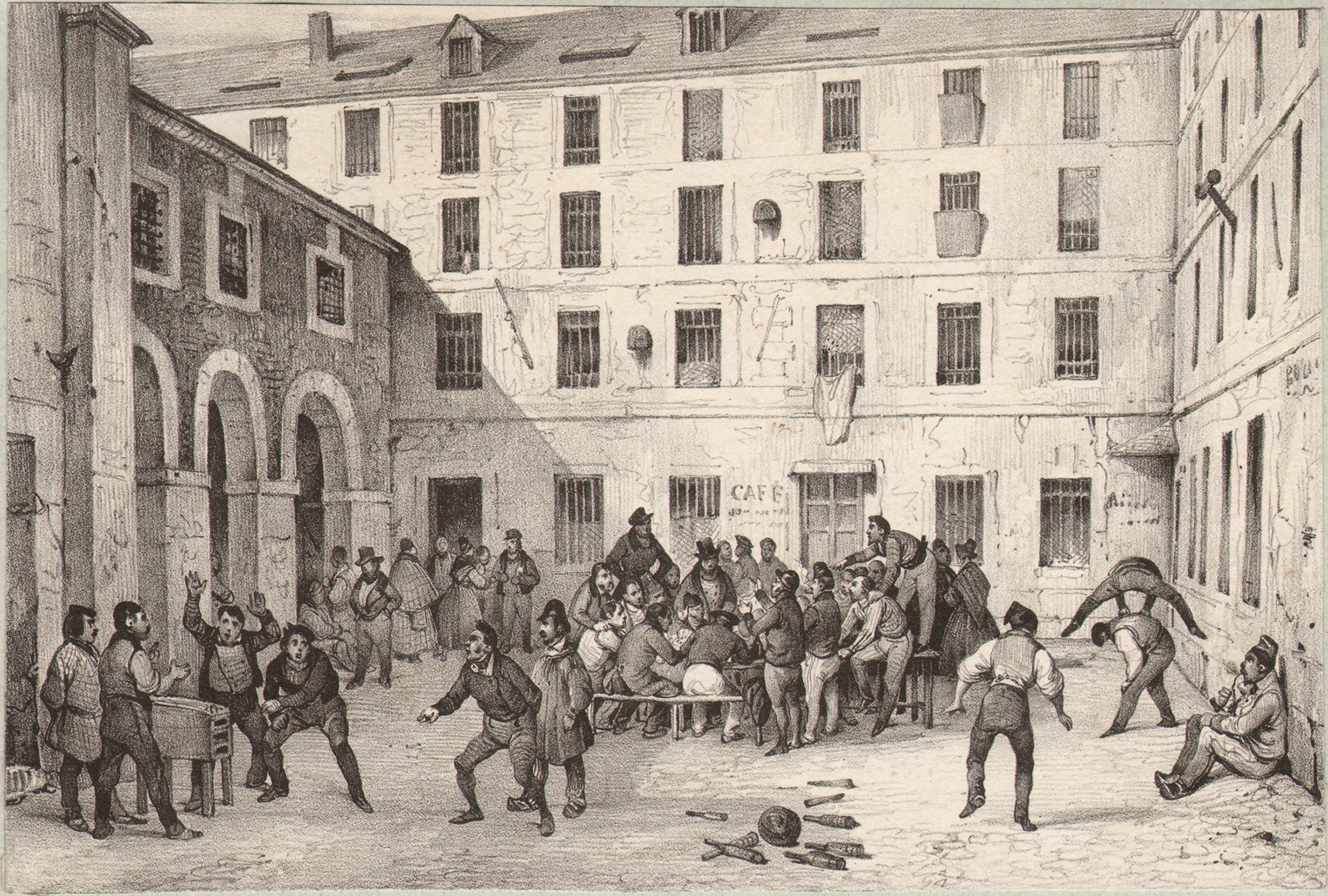
Henry Monnier. Spiele, 1830, Lithografie

Die meisten von Monniers Texten sind heute vergessen (Monnier kommt in Literaturgeschichten so gut wie nicht vor), eine Figur jedoch hat überlebt, Joseph Prudhomme, die unsterbliche Verkörperung des französischen Spießbürgers. Mit ihr steht Monnier am Anfang einer Reihe, die über Flaubert (Figur des Monsieur Homais in Madame Bovary, ferner Bouvard und Pécuchet und das Wörterbuch der Gemeinplätze) zur Mittelmeervariante bei Alphonse Daudet (Figur des Tartarin von Tarascon) und schließlich zu Léon Bloy führt (Auslegung der Gemeinplätze).
Viele der Prudhomme in den Mund gelegten Sprüche sind nach wie vor im französischen Sprachschatz lebendig. Hier einige Beispiele:
- Monsieur Prudhomme sieht zum ersten Mal das Meer. Seine Reaktion: „Eine so große Menge Wasser grenzt ans Lächerliche“ (Une telle quantité d’eau frise le ridicule.)
- Monsieur Prudhomme ist ein Meister der Katachrese: Le char de l’État navigue sur un volcan (nicht übersetzbar, vergleichbar mit: „Der Zahn der Zeit wird auch über diese Wunde Gras wachsen lassen.“)
- Monsieur Prudhomme erhält den Säbel der Nationalgarde. Seine Reaktion: „Dieser Säbel ist der schönste Tag meines Lebens. Mit ihm, so schwöre ich, werde ich unser Staatswesen unterstützen, verteidigen und notfalls bekämpfen.“ (Ce sabre est le plus beau jour de ma vie: avec lui, je jure de soutenir, de défendre nos institutions et au besoin de les combattre.)
- „Das ist meine Meinung und ich teile sie“. (C’est mon avis et je le partage.)
- „Es ist der Ehrgeiz, der den Menschen zum Verhängnis wird. Wäre Napoleon Artillerieoffizier geblieben, säße er heute noch auf dem Thron“. (C’est l’ambition qui perd les hommes. Si Napoléon était resté officier d’artillerie, il serait encore sur le trône.)
- „Wer den Menschen aus der Gesellschaft entfernt, der isoliert ihn“. (Otez l’homme de la société, vous l’isolez.)
- Im Département Aveyron wird der Staatsanwalt Fualdès von Unbekannten ermordet. Deutung von Monsieur Prudhomme: „Der Griff des Messers war in Rom, die Spitze im Aveyron“. (Le couteau de Fualdès avec son manche à Rome et sa pointe dans l’Aveyron.)

Neuere Forschung unterstreicht, dass diese Sprüche (wie auch bei Monsieur Homais) ja nicht einfach dumm sind, sondern gleichzeitig auch Elemente von Originalität, Tiefsinn oder rhetorischem Raffinement zeigen. Als sarkastischer, aber präziser Beobachter menschlicher Schwächen zur Zeit des Biedermeier (ähnlich wie in Deutschland der Maler Carl Spitzweg) wurde Monnier deshalb in neuester Zeit zunehmend gewürdigt, neu aufgelegt und 1982 von Eugen Helmlé auch ins Deutsche übersetzt.

## Werke
mit der Figur Joseph Prudhomme
- Scènes populaires, 1831 (Prosa, großer Erfolg)
  - Scènes populaires. Les bas-fonds de la société, hrsg. von Anne-Marie Meininger, Paris, Gallimard, 1984 (Folio 1596)
- La Famille improvisée, 1831 (Theaterstück, Monnier spielt selbst mehrere Rollen, Triumph)
- Grandeur et décadence de M. Joseph Prudhomme, 1852 (Theaterstück, Monnier spielt selbst Prudhomme, großer Erfolg)
  - Aufstieg und Fall des Joseph Prudhomme, übersetzt und hrsg. von Eugen Helmlé, Frankfurt am Main, Verlag der Autoren, 1982.
- Mémoires de Monsieur Joseph Prudhomme, 1857.
  - hrsg. von Gilbert Sigaux, Paris, Club Francais du Livre, 1964.
- Monsieur Prudhomme chef de brigands, 1860 (Theaterstück, Misserfolg)

Weitere Schriften (Auswahl)
- La physiologie du bourgeois, Paris, Aubert, 1841.
  - Die Geschichte des Spießbürgers, Berlin, Juncker, 1919 (deutsch von Hans Pfeifer).
- La Religion des imbéciles. Nouvelles scènes populaires, Paris 1861.